# Шњеготина Велика
Шњеготина Велика је насељено мјесто у општини Челинац, Република Српска, БиХ. Према попису становништва из 1991. у насељу је живјело 836 становника.

## Спорт
У Великој Шњеготини се налази Фудбалски клуб Шњеготина, који се тренутно такмичи у Четвртој подручној лиги Републике Српске Бања Лука.

## Становништво
| Демографија | Демографија | Демографија |
| Година      | Становника  | Становника  |
| ----------- | ----------- | ----------- |
| 1991.       | 836         |             |